# Municipio de Newland (Carolina del Norte)
El municipio de Newland (en inglés: Newland Township) es un municipio ubicado en el  condado de Pasquotank en el estado estadounidense de Carolina del Norte. En el año 2010 tenía una población de 2.791 habitantes.

## Geografía
El municipio de Newland se encuentra ubicado en las coordenadas 36°23′56.56″N 76°23′33.79″O / 36.3990444, -76.3927194.